# Guðjón Árni Antoníusson
Guðjón Árni Antoníusson (Garður, 3 settembre 1983) è un ex calciatore islandese, di ruolo difensore.

## Carriera

### Club
Acquistato nel 2001 dal Keflavik, squadra di prima divisione islandese in cui tuttora milita vi ha conquistato due coppe d'Islanda e perso 2 finali di coppa di lega islandese.

### Nazionale
Nel 2009 ha esordito con la maglia della nazionale del suo paese.

## Palmarès

### Club

#### Competizioni nazionali
- Coppa d'Islanda: 2

Keflavik: 2004, 2006